# 長谷川邦彦
長谷川邦彦（はせがわ くにひこ、1944年 - 1989年6月8日）は、日本のアナウンサー。

## 概要
北海道函館市出身。高崎経済大学卒業、1972年に北海道文化放送に入社しバレーボールや、競馬中継の実況を担当し、バレーボールではワールドカップ実況を担当するなど全国でもトップクラスの実力を発揮した。
報道制作部アナウンス部長在籍中、膵臓癌により45歳で死去。

## 主な出演
- フライデー11[6]
- 道新テレビ日曜版[7]
- 道新土曜レポート[8]

## 主な実況歴
競馬
- 北海道3歳ステークス（1974年[9]〜1980年）
- 札幌記念（1975年〜1978年）
- 函館記念（1974年[9]〜1976年、1978年、1980年）
- 函館3歳ステークス（1975年〜1980年）

バレーボール
- バレーボールワールドカップ（1981年・1985年）[2][3]

陸上
- 北海道マラソン（1987年競技場担当）[10]